# Club Villa Dálmine
El Club Villa Dálmine es un club de fútbol argentino, fundado el 20 de noviembre de 1957. Tiene su sede en el barrio Dálmine de la ciudad de Campana, provincia de Buenos Aires, Argentina. Actualmente se desempeña en la Primera B, tercera división del fútbol argentino para los clubes directamente afiliados a la AFA.

## Historia
A fines de los años 50 la fábrica "Dálmine SAFTA" (actualmente Tenaris Siderca), ubicada en Campana, acuerda la creación de un club social para la práctica deportiva y el esparcimiento del personal de la planta fabril al que denominó Villa Dálmine. En 1960 el club se inscribió en la Liga Campanense de Fútbol con un equipo integrado en su mayoría por obreros y empleados. En 1961 logró la afiliación al Torneo de Aficionados organizado por la Asociación del Fútbol Argentino, formando un equipo tan superior al resto de los participantes que inmediatamente obtuvo el título de campeón, contando con la delantera más goleadora y la defensa menos vencida, y ascendió a la categoría superior.
En 1963 obtuvo el campeonato de la División C, y con ello el pasaporte a la Primera B, habiéndole ganado a All Boys de Buenos Aires, luego de haber igualado en el primer puesto de la tabla. Tras un descenso, en la década del '70 volvió a obtener el campeonato de la C e incursionó nuevamente en la B con un equipo al que los aficionados bautizaron “El Holanda de la C”.
Luego de un comienzo irregular en la década de 1980, con un descenso a Primera C, en 1984 logró un nuevo ascenso a Primera B, el cual coincidió con el descenso de Racing Club de Avellaneda, al cual venció por 3-1. Los 3 del Viola los metió Guerrero, mientras que para el visitante el gol lo hizo el "Tanque" Fernández de penal.
Pocos años después ascendió al Campeonato Nacional de Ascenso, en el que se mantuvo por algunos años. En esa época se creó la llamada Escuela de Fútbol, con el fin de promover dicho deporte a los chicos campanenses y, así, poder nutrir de jugadores hechos en el club a los planteles superiores. En 1985, una asamblea decidió separar las actividades futbolísticas de las sociales, pasando Villa Dálmine a ser una entidad dedicada exclusivamente al fútbol, creándose el Club Siderca (actualmente ciudad de Campana), que quedó a cargo de la actividad social y recreativa. Por esa época apareció José Horacio Basualdo, un jugador de gran categoría, que luego incursionaría en el fútbol europeo, y a su regreso al país obtuvo, primero en Vélez Sarsfield y luego en Boca Juniors, títulos nacionales e internacionales, llegando a ser titular en el seleccionado argentino, subcampeón mundial en Italia 90.
La última década del siglo XX, tal vez sea la etapa menos brillante de la historia del club, sin grandes triunfos deportivos. El club cambió su nombre por el de Atlético Campana, decisión que no compartieron la mayoría de los aficionados, tanto que en julio de 2000 el club recuperó su antiguo nombre. Separado desde hacía años de la tutela de la empresa, el club inició los 2000 con una nueva comisión directiva, integrada por personas ajenas a la fábrica. En 2002, después de varios años, Dálmine volvió a ser protagonista en la Primera C, obteniendo el título de campeón del Torneo Apertura e integrando su plantel jugadores de renombre como Pedro Troglio, Roberto Monserrat, Raúl Cardozo, Mario Pobersnik y José Basualdo, que fueron denominados “los Cinco Magníficos”. Sobre principios de 2003 el “Nene” Basualdo hizo su debut como técnico en el club violeta.
En 2012, tras vencer a Talleres de Remedios de Escalada en Campana, Villa Dálmine se consagró campeón de Primera C y regresó a la Primera B Metropolitana luego de haber participado en la C desde 1997. En la temporada 2012-13, con un desempeño muy irregular, consiguió mantener la categoría superando por apenas un punto la zona de descenso a la C. En su segunda temporada consecutiva en Primera B, el Viola clasificó a los playoffs por el tercer ascenso al Nacional B alcanzando el 4º puesto de la zona 1. Posteriormente fue eliminando siempre como visitante a Barracas Central y Estudiantes de Caseros (ambos por penales) y en la final jugando un partido inolvidable en Ezeiza, venciendo a Tristán Suárez de visita por 2-0 con goles de Rossi y Cérica luego de haber caído por 0-1 como local en Campana, y así logró otro ascenso a la Primera B Nacional, a la que vuelve después de 21 años.
Entre 2015 y 2016 el equipo no solo se asentó bien en la segunda división nacional sino que, en el torneo de la "B" Nacional 2015 terminó ubicado en la sexta posición, a tres puntos de la clasificación al torneo reducido por el segundo ascenso a Primera División. En el siguiente torneo el club no solo mejoró su récord finalizando en la quinta posición, sino que tuvo el ataque más goleador del campeonato de segunda división.
En el torneo de la B Nacional 2016-17 su performance decayó considerablemente y finalizó en la 21.ª posición, producto de haber conseguido apenas 47 puntos en 44 partidos. El equipo había comenzado la temporada como candidato al ascenso liderando la tabla de posiciones, pero luego obtuvo solo 3 victorias en 22 partidos y pasó al fondo de la tabla, aunque no descendió por el sistema de "promedios".
En 2023, tuvo una paupérrima campaña en la Primera Nacional, descendió a la Primera B Metropolitana tras perder contra Deportivo Maipú por 2-3. En la temporada anual del torneo, terminó 18°. en la tabla de posiciones de la Zona B.

### Cambios de nombre
| Año  | Nombre                |
| ---- | --------------------- |
| 1957 | Club Villa Dálmine    |
| 1994 | Club Atlético Campana |
| 2000 | Club Villa Dálmine    |

## Rivalidades
El clásico rival de Villa Dálmine es Defensores Unidos de la vecina ciudad de Zárate.
Tiene una rivalidad con Puerto Nuevo, aunque no se da por la diferencia de categorías.
También tiene una rivalidad con Deportivo Armenio de la vecina ciudad de Ingeniero Maschwitz.
Otras Rivalidades más pequeñas:
Flandria de Lujan.
Club Lujan

## Datos del club
- Temporadas en Primera División: 0
- Temporadas en Primera B Nacional: 14 (1989/90-1992/93, 2015-2023)
- Temporadas en Primera B: 23 (1964-1968, 1976-1981, 1983, 1985-1988/89, 1993/94, 1996/97 y 2012/13-2014, 2024-)
- Temporadas en Primera C: 28 (1962-1963, 1969-1975, 1982, 1984, 1994/95-1995/96 y 1997/98-2011/12)
- Temporadas en Tercera de Ascenso: 1 (1961)

### Total
- Temporadas en Segunda División: 28
  - Temporadas en Primera B: 14 (1964-1968, 1976-1981, 1983, 1985-1986)
  - Temporadas en Primera B Nacional: 14 (1989/90-1992/93, 2015-2023)
- Temporadas en Tercera División: 20
  - Temporadas en Primera C: 11 (1962-1963, 1969-1975, 1982, 1984)
  - Temporadas en Primera B: 9 (1986/87-1988/89, 1993/94, 1996/97 y 2012/13-2014, 2024-)
- Temporadas en Cuarta División: 18
  - Temporadas en Tercera de Ascenso: 1 (1961)
  - Temporadas en Primera C: 17 (1994/95-1995/96 y 1997/98-2011/12)
- Mejor puesto en segunda división: 1.º (en 1976 salió 1.º en el 1.er campeonato, y 3.º en el 3.er campeonato, se clasifica para el hexagonal por el ascenso a 1.ª división. Finaliza 5.º con 2 puntos y no logra el ascenso)
- Mejor puesto en tercera división: 1.º
- Mejor puesto en cuarta división: 1.º
- Máximas goleadas conseguidas:
  - En el Nacional B: 4-1 a Almirante Brown (1990).
  - En el Nacional B: 5-0 a Juventud Unidad de Gualeguaychú (2016)
  - En Primera B: 5-0 vs. Atlanta (1985).
  - En Primera C: 11-4 a Deportivo Riestra (1975).
  - En Primera D: 8-0 a Central Argentino (1961) y Porteño (1961).
- Máximas goleadas en contra:
  - En el Nacional B: 0-7 vs. Arsenal (1992).
  - En el Nacional B: 0-5 vs. Central Córdoba de Santiago del Estero (2017).
  - En el Nacional B: 0-5 vs. Ramón Santamarina (2017)
  - En Primera B: 0-7 vs. Estudiantes de Buenos Aires (1985).
  - En Primera C: 2-6 vs. Argentino de Rosario (2007).
  - En Primera D: 3-6 vs. Defensores de Almagro (1961).

### Participaciones en Copa Argentina
| Edición | Ronda            | PJ | PG | PE | PP | GF | GC | DG |
| ------- | ---------------- | -- | -- | -- | -- | -- | -- | -- |
| 2011/12 | 32vos de Final   | 3  | 1  | 1  | 1  | 5  | 4  | +1 |
| 2012/13 | 2.ª Eliminatoria | 1  | 0  | 1  | 0  | 0  | 0  | 0  |
| 2013/14 | Fase Inicial II  | 1  | 0  | 0  | 1  | 0  | 1  | -1 |
| Total   | Total            | 5  | 1  | 2  | 2  | 5  | 5  | 0  |

## Uniforme
- Uniforme titular: Camiseta violeta, pantalón violeta, medias violetas.
- Uniforme suplente: Camiseta blanca, pantalón blanco, medias blancas.

| Titular | Alternativo |  |

### Evolución

#### Titular
| 1957-1963 | 1964 | 1965-1970 | 1971-1973 | 1974-1975 | 1976 | 1977-1978 | 1979-1980 | 1981-1983 |  |

| 1983 | 1984-1985 | 1986-1987 | 1987-1988 | 1988 | 1989 | 1989-1990 | 1990-1991 | 1991-1993 |  |

| 1993-1994 | 1994-1996 | 1996-1997 | 1997 | 1997-1998 | 1998-1999 | 1999-2000 | 2000 | 2001 |  |

| 2001 | 2002 | 2002 | 2003-2004 | 2004-2005 | 2005 | 2006 | 2006-2007 | 2007-2008 |  |

| 2008-2009 | 2009-2010 | 2010 | 2011 | 2012 | 2012-2013 | 2013-2014 | 2014 | 2015 |  |

| 2015-2016 | 2016 | 2016-2017 | 2017 | 2017-2018 | 2018 | 2018 | 2019 | 2019 |  |

| 2020-2021 | 2022 | 2023-2025 | 2025 |  |

### Indumentaria y patrocinador
| Período       | Proveedor       |
| ------------- | --------------- |
| 1975-1987     | Texport         |
| 1987-1988     | Puma            |
| 1988-1993     | Uhlsport        |
| 1993-1994     | Taiyo           |
| 1994-1996     | Puma            |
| 1996          | Sportlandia     |
| 1997          | Uhlsport        |
| 1997-1999     | Sport 2000      |
| 1999-2002     | Don Balón       |
| 2002          | Iponoo          |
| 2003-2006     | Kalong          |
| 2006-2007     | DRB Dribbling   |
| 2007-2011     | Erreà           |
| 2012-2013     | Vi Sports       |
| 2013-2015     | Sport 2000      |
| 2015-2016     | Il Ossso Sports |
| 2016-2019     | Vi Sports       |
| 2020-2025     | Prócer          |
| 2025-presente | Vi Sports       |

| Período       | Patrocinador                                                   |
| ------------- | -------------------------------------------------------------- |
| 1984-1986     | Unión Cañeros Seguros                                          |
| 1986-1987     | EMIZ SRL                                                       |
| 1987-1991     | La Argentina                                                   |
| 1991-1993     | Teledelta                                                      |
| 1993-1994     | Helvetia Argentina                                             |
| 1994-1995     | Scordo Seguros                                                 |
| 1995-1996     | Villavicencio Grassi                                           |
| 1996          | Stein                                                          |
| 1997          | Stein Manya Deportes                                           |
| 1997-1998     | Manya Deportes                                                 |
| 1998-1999     | Teledelta La Reina                                             |
| 1999-2000     | Teledelta                                                      |
| 2000-2001     | Red Plan Salud                                                 |
| 2001-2002     | Don Balón Gallo-García Construcciones                          |
| 2002-2005     | Rhasa                                                          |
| 2005-2006     | Saia Ema                                                       |
| 2006-2007     | Saib Meyer                                                     |
| 2007-2009     | Campana Vial Grúas                                             |
| 2009-2011     | Ambiental Campana                                              |
| 2011-2012     | Ecovol Ambiental Campana                                       |
| 2012-2013     | Jusa Ambiental Campana                                         |
| 2013-2014     | Viviendas Roca                                                 |
| 2014          | Orden de la Campana Pagodiario                                 |
| 2014-2015     | Secco Pagodiario                                               |
| 2015-2016     | Monsanto Pagodiario Secco                                      |
| 2017-2018     | Pagodiario Secco                                               |
| 2018          | Genova International School of Soccer Secco                    |
| 2018          | 3GLA Networks Campana Vial Grúas                               |
| 2019          | Campana Vial Grúas Cargtier                                    |
| 2019          | Polimex Cargtier                                               |
| 2020-2021     | Campana Vial Grúas Grupo Teva                                  |
| 2021-2022     | Municipalidad de Campana                                       |
| 2023          | Mastercard Quick Express Axion Energy Municipalidad de Campana |
| 2024-presente | Axion Energy Municipalidad de Campana Bingo Oasis              |

## Estadio

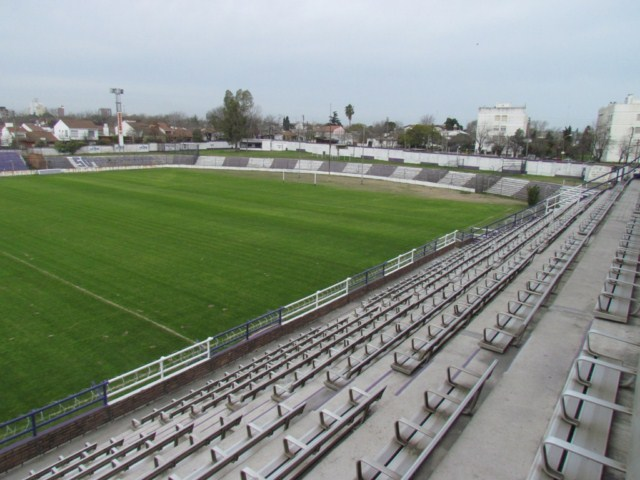
Estadio de Villa Dálmine

El Coliseo de Mitre y Puccini, anteriormente denominado Estadio Villa Dálmine, es un estadio argentino ubicado en la localidad de Campana, pertenecientes al partido homónimo, en el norte de la Provincia de Buenos Aires. Fue inaugurado el 20 de junio de 1961, cuatro años después de la fundación del club. En este estadio se disputan los partidos de fútbol que Villa Dálmine juega como local.
El estadio cuenta con capacidad para 12.000 espectadores aproximadamente. Se encuentra emplazado en la ciudad de Campana, sobre la Avenida Mitre, entre las calles Doctor Simini y Luis Costa, a metros de la segunda rotonda de Campana por Panamericana. Por su parte, la cancha se encuentra en la primera cuadra enfrente a los monoblocks de la ciudad.
El estadio posee varios accesos que conducen hacia las tribunas. La entrada principal es sobre la Avenida Mitre en la cual se ingresa a la popular local y para entrar a la platea se debe hacer por la calle Doctor Simini, de igual manera es para la delegación visitante, aunque ya no se permite la entrada de los visitantes.

## Jugadores

### Plantel 2025
- Actualizado el 1 de agosto 2025

- Los equipos argentinos están limitados a tener un cupo máximo de seis jugadores extranjeros, aunque solo cinco podrán firmar la planilla del partido

#### Altas2025/26
| Invierno              |                |                              |                      |
| -                     | -              | -                            | -                    |
| Verano                |                |                              |                      |
| Martín Perafán        | Guardameta     | Flandria                     | Libre                |
| Gastón Bojanich       | Defensa        | Temperley                    | Libre                |
| Iván Gauna            | Defensa        | Defensores Unidos            | Libre                |
| Lucas Giménez         | Defensa        | Tigre                        | Libre                |
| Facundo Pardo         | Defensa        | Sarmiento de La Banda        | Libre                |
| Maximiliano Pollacchi | Defensa        | Sportivo Las Parejas         | Libre                |
| Felipe Rocca          | Defensa        | Atlanta                      | Préstamo             |
| Valentín Albano       | Centrocampista | Internacional                | Regresa del préstamo |
| Leandro Cirino        | Centrocampista | La Catedral                  | Libre                |
| Franco Costantino     | Centrocampista | Ituzaingó                    | Regresa del préstamo |
| Juan Manuel Fernández | Centrocampista | Comunicaciones               | Libre                |
| Facundo Garzino       | Centrocampista | Claypole                     | Libre                |
| Santiago Prim         | Centrocampista | Sacachispas                  | Libre                |
| Mariano Puch          | Centrocampista | Sarmiento de Resistencia     | Libre                |
| Ezequiel Ramón        | Centrocampista | Puerto Nuevo                 | Libre                |
| Bruno Viera           | Centrocampista | Defensores de Santa Catalina | Libre                |
| Tomás Aballay         | Delantero      | Unión de Santa Fe            | Préstamo             |
| Javier Arias          | Delantero      | Sacachispas                  | Libre                |
| Gonzalo Figueroa      | Delantero      | C.A.I. de Comodoro Rivadavia | Libre                |
| Alfredo Lemmi         | Delantero      | Acassuso                     | Libre                |
| Nicolás Parodi        | Delantero      | General Paz Junirs           | Libre                |
| Santiago Piersigilli  | Delantero      | Ituzaingó                    | Libre                |

#### Bajas
| Invierno            |                |                             |                       |
| Nicolás Parodi      | Delantero      | Sportivo Belgrano           | Rescisión de contrato |
| Verano              |                |                             |                       |
| Carlos Kletnicki    | Guardameta     | Retiro                      | Fin de contrato       |
| Dante Cardozo       | Defensa        | Flandria                    | Rescisión de contrato |
| Fernando Cosciuc    | Defensa        | Deportivo Maipú             | Fin del préstamo      |
| Facundo Giacopuzzi  | Defensa        | Tigre                       | Fin del préstamo      |
| Luciano Maidana     | Defensa        | Los Andes                   | Rescisión de contrato |
| Franco Meza         | Defensa        | Midland                     | Rescisión de contrato |
| Lucas Míguez        | Defensa        | Agente libre                | Fin de contrato       |
| Agustín Pereyra     | Defensa        | San Miguel                  | Fin de contrato       |
| Nicolás Romat       | Defensa        | Santamarina de Tandil       | Rescisión de contrato |
| Federico Rosso      | Defensa        | UAI Urquiza                 | Fin de contrato       |
| Agustín Alcaraz     | Centrocampista | Real Tomayapo               | Rescisión de contrato |
| Joaquín Arzura      | Centrocampista | Independiente Rivadavia     | Fin de contrato       |
| Tomás Bacas         | Centrocampista | Estudiantes de Caseros      | Rescisión de contrato |
| Martín Caramuto     | Centrocampista | Argentino de Merlo          | Fin de contrato       |
| Nicholas Gaitán     | Centrocampista | Agente libre                | Fin de contrato       |
| Valentín Gargiulo   | Centrocampista | Argentino de Merlo          | Rescisión de contrato |
| Julián Giménez      | Centrocampista | Agente libre                | Rescisión de contrato |
| Gonzalo Groba       | Centrocampista | Comunicaciones              | Rescisión de contrato |
| Lucas Jofré         | Centrocampista | Desamparados de San Juan    | Rescisión de contrato |
| Francisco Molina    | Centrocampista | Gimnasia y Esgrima de Jujuy | Fin de contrato       |
| Renso Pérez         | Centrocampista | Brown de Puerto Madryn      | Fin de contrato       |
| Mariano Rivadeneira | Centrocampista | Ciudad de Bolívar           | Rescisión de contrato |
| Laureano Tello      | Centrocampista | Cipolleti de Río Negro      | Fin de contrato       |
| Vicente Barberini   | Delantero      | Santamarina de Tandil       | Rescisión de contrato |
| Brian Conberse      | Delantero      | Deportivo Laferrere         | Fin de contrato       |
| Joaquín Molina      | Delantero      | Ben Hur de Rafaela          | Rescisión de contrato |
| Marcelo Olivera     | Delantero      | Estudiantes de Río Cuarto   | Fin del préstamo      |
| Branco Ramírez      | Delantero      | Agente libre                | Fin de contrato       |
| Lautaro Viale       | Delantero      | Gimnasia y Esgrima (CdU)    | Fin de contrato       |

#### Cesiones
| Jugador     | Posición       | Destino                | Fin del préstamo |
| ----------- | -------------- | ---------------------- | ---------------- |
| Gino Olguín | Centrocampista | San Martín de San Juan | 31-12-2024       |

## Palmarés

### Torneos nacionales
- Primera B (1): 1988/89
- Primera C (5): 1963, 1975, 1982, 1995/96 y 2011/12
- Primera D (1): 1961

### Otros logros
- Ganador del Apertura 2002 de Primera C
- Ascenso a Primera B por Torneo Reducido (1): 1984
- Ascenso a Primera B Nacional: 2014